# Gruppo di NGC 1052
Il Gruppo di NGC 1052 è un gruppo di galassie situato prospetticamente nella costellazione della Balena alla distanza di 56 milioni di anni luce dalla Terra.
Il gruppo è costituito da una ventina di galassie, prende il nome dalla galassia ellittica NGC 1052 ed è uno dei gruppi che compongono il Muro della Fornace (o Southern Supercluster).

## Principali galassie del gruppo
| Nome         | Tipo      | R.A.        | DEC        | Distanza M di a.l. | Redshift (z) | Nomi alternativi                                     | Immagine |
| ------------ | --------- | ----------- | ---------- | ------------------ | ------------ | ---------------------------------------------------- | -------- |
| NGC 988      | SB(s)cd   | 02h35m27.7s | -09°21'22" | 57                 | 0,005037     | UGCA 035, MGC-02-07-037, PGC 9843                    |          |
| NGC 991      | SAB(rs)c  | 02h35m32.7s | -07°09'16" | 58                 | 0,00511      | MCG-01-07-023, PGC 9846                              |          |
| NGC 1022     | SB(s)a    | 02h38m32.7s | -06°40'39" | 55                 | 0,004847     | MCG-01-07-025, PGC 10010                             |          |
| NGC 1035     | SA(s)c    | 02h39m29.1s | -08°07'59" | 46                 | 0,00414      | MCG-01-07-027, PGC 10065                             |          |
| NGC 1042     | SAB(rs)cd | 02h40m24.0s | -08°26'01" | 51                 | 0,004573     | MCG-02-07-054, PGC 10122                             |          |
| NGC 1047     | S0        | 02h40m32.8s | -08°08'52" | 50                 | 0,00447      | MCG-01-07-032, PGC 10132                             |          |
| NGC 1051     | SB(rs)m   | 02h41m02.5s | -06°56'09" | 48                 | 0,00432      | NGC 961, IC 0249, UGCA 040, MCG-01-07-033, PGC 10172 |          |
| NGC 1052     | E4        | 02h41m04.8s | -08°15'21" | 58                 | 0,005037     | MCG-01-07-034, PGC 10175                             |          |
| NGC 1084     | SA(s)c    | 02h45m59.9s | -07°34'42" | 53                 | 0,004693     | MCG-01-08-007, PGC 10464                             |          |
| NGC 1110     | SB(s)m    | 02h49m09.6s | -07°50'15" | 50                 | 0,004446     | UGCA 043, MCG-01-08-010, PGC 10673                   |          |
| NGC 1052-DF2 | Sp        | 02h41m46.8s | -08°24'08" | 62                 | 0,001262     | PGC 3097693                                          |          |